# 厚木站
厚木站（日语：／ Atsugi eki */?）是一個位於神奈川縣海老名市河原口一丁目，屬於小田急電鐵、東日本旅客鐵道（JR東日本）、日本貨物鐵道（JR貨物）、相模鐵道（相鐵）的鐵路車站。小田急電鐵的車站編號是OH 33。

## 概要
本站雖名為「厚木站」，但車站並非位於厚木市，而座落在海老名市。一說是最初神中鐵道（現相模鐵道）計畫將路線建造至對岸的厚木，但因資金不足而在河川此岸設站，並將之命名為「厚木」。
另一說是當時海老名村經濟貧困，村長望月珪治與厚木町助役兼神中鐵道重役中野再五郎對談後，以相模川對岸較為知名的厚木町作為站名。現在的車站是1927年開業的「河原口站」，該站於1944年改為現名。舊厚木站在1941年停止客運業務。厚木市的中心車站是小田急的前一站本厚木站。在河原口站改為厚木站後，以「本來的厚木」從原來的相模厚木站更名為「本厚木」。
小田急與JR東日本是站內共用的共同使用站，由小田急管轄。
神奈川縣鐵道輸送力增強促進會議在2012年度小田急電鐵請求書中提出更名的請求。對此，小田急電鐵表示「現在沒有變更站名的計畫」。對此，小田急電鐵也自2012年2月起於站名標附記「神奈川縣海老名市」。

### 停車路線
客運線有小田急的小田原線與JR東日本的相模線，為兩線轉乘站。
- 小田急電鐵： 小田原線 - 車站編號「OH 33」
- JR東日本：■ 相模線

## 歷史
- 1926年（大正15年）
  - 5月12日：神中鐵道線（現在相鐵厚木線（日语：相鉄厚木線））厚木站開業。月台在現在的北側。
  - 7月15日：相模鐵道（現在JR相模線）厚木站在神中鐵道厚木站內開業[5]。兩線曾進行直通運轉。
- 1927年（昭和2年）4月1日：小田原急行鐵道河原口站開業。以當地大字「河原口（日语：河原口）」（意為相模川的河原）命名。
- 1928年（昭和3年）5月：相模鐵道在相模川河畔的中新田（日语：中新田 (海老名市)）開採砂石。同時開始鋪設「砂利採取線」。
- 1929年（昭和4年）2月：神中鐵道路線延長，在小田原急行鐵道河原口站旁開設中新田口乘降場。
- 1931年（昭和6年）4月29日：相模鐵道通車至橋本站。
- 1937年（昭和12年）：連結海老名國分站（之後的海老名站）與中新田停留場（之後的社家站）的「短絡線」開業。
- 1941年（昭和16年）
  - 3月1日：小田原急行鐵道與鬼怒川水力電氣合併，更名為小田急電鐵[6]。
  - 11月25日：神中鐵道海老名站開業，厚木站終止客運服務。同時廢止厚木站 - 中新田口乘降場區間與中新田口乘降場。
- 1942年（昭和17年）5月1日：東京急行電鐵吸收合併小田急電鐵（大東急）[6]。
- 1943年（昭和18年）4月1日：相模鐵道與神中鐵道合併。
- 1944年（昭和19年）6月1日：相模鐵道相模線國有化，為國有鐵道相模線。同時東急河原口站附近設置厚木乘降場，廢止厚木站客運服務。因國鐵與東急共用剪票口，東急河原口站改名為厚木站。
- 1948年（昭和23年）6月1日：小田急電鐵脫離東京急行電鐵[6]。
- 1964年（昭和39年）：鄰近厚木操車場（日语：厚木操車場）的小野田水泥預拌混凝土工廠啟用，相模鐵道車站設有專用線連結。
- 1971年（昭和46年）7月13日：相模川橋梁（日语：相模川橋梁 (小田急小田原線)）替換工程完工，上行線移至新站。8月下行線也移往新站。
- 1986年（昭和61年）11月1日：國鐵站廢除貨運業務。但相模鐵道與國鐵（之後的日本貨物鐵道）之間的貨物連絡運輸持續至今。
- 1987年（昭和62年）4月1日：國鐵分割民營化，相模線車站成為JR東日本車站。
- 2001年（平成13年）8月1日：JR東日本啟用IC卡Suica。
- 2007年（平成19年）3月11日：相模線月台拆遷，撤除站內平交道。
- 2008年（平成20年）：小田急線下行月台設置廁所。
- 2009年（平成21年）：剪票口層－小田急線月台間的電梯啟用。
- 2013年（平成25年）1月11日：小田急線設置列車資訊顯示器。
- 2014年（平成26年）2月15日：相模線轉乘通道設置自動驗票閘門。
- 2016年（平成28年）2月16日：撤除JR售票機，小田急售票機開始販售JR線乘車券。
- 2018年（平成30年）3月17日：成為小田急線新設的通勤準急停靠站。

### 砂利採取線
過去車站往南方相模川岸相模興業鋪有運送砂石的專用線。該線穿越坂本祭典厚木齋場，沿著公寓與停車場之間的道路至相模興業。開業時由相模鐵道進行砂石採取，1931年以後將業務委託給相模興業。

### 短絡線
戰時，考慮到東海道本線遭到攻擊時，為確保相模灣方向與東京都心的鐵路運輸，國家請求小田原急行鐵道（現在的小田急電鐵）小田原線與相模鐵道（現在的JR）相模線之間建設連絡線。
該路線從現在UR海老名團地（えびな団地）北側（35°26′40″N 139°22′51″E / 35.44444°N 139.38083°E附近）分歧，經UR海老名團地西北側、小田急電鐵厚木變電所東南側道路、櫻接骨院至坂本祭典厚木齋場東側與相模鐵道相模線匯合。此短絡線不連通小田原急行鐵道小田原線河原口站月台、相模鐵道相模線厚木站月台、前述的砂利採取線。

### 小野田水泥專用線
厚木操車場東側在1964年（昭和39年）開設小野田水泥預拌混凝土工廠，與相模鐵道車站之間有專用線運送原料。該業務在1979年（昭和54年）以前行駛相鐵本線、厚木線至相鐵本線西橫濱 - 保土谷間的貨物支線，在該年西橫濱 - 保土谷間貨物支線廢止後改由相模線至茅崎。1986年（昭和61年）結束業務。

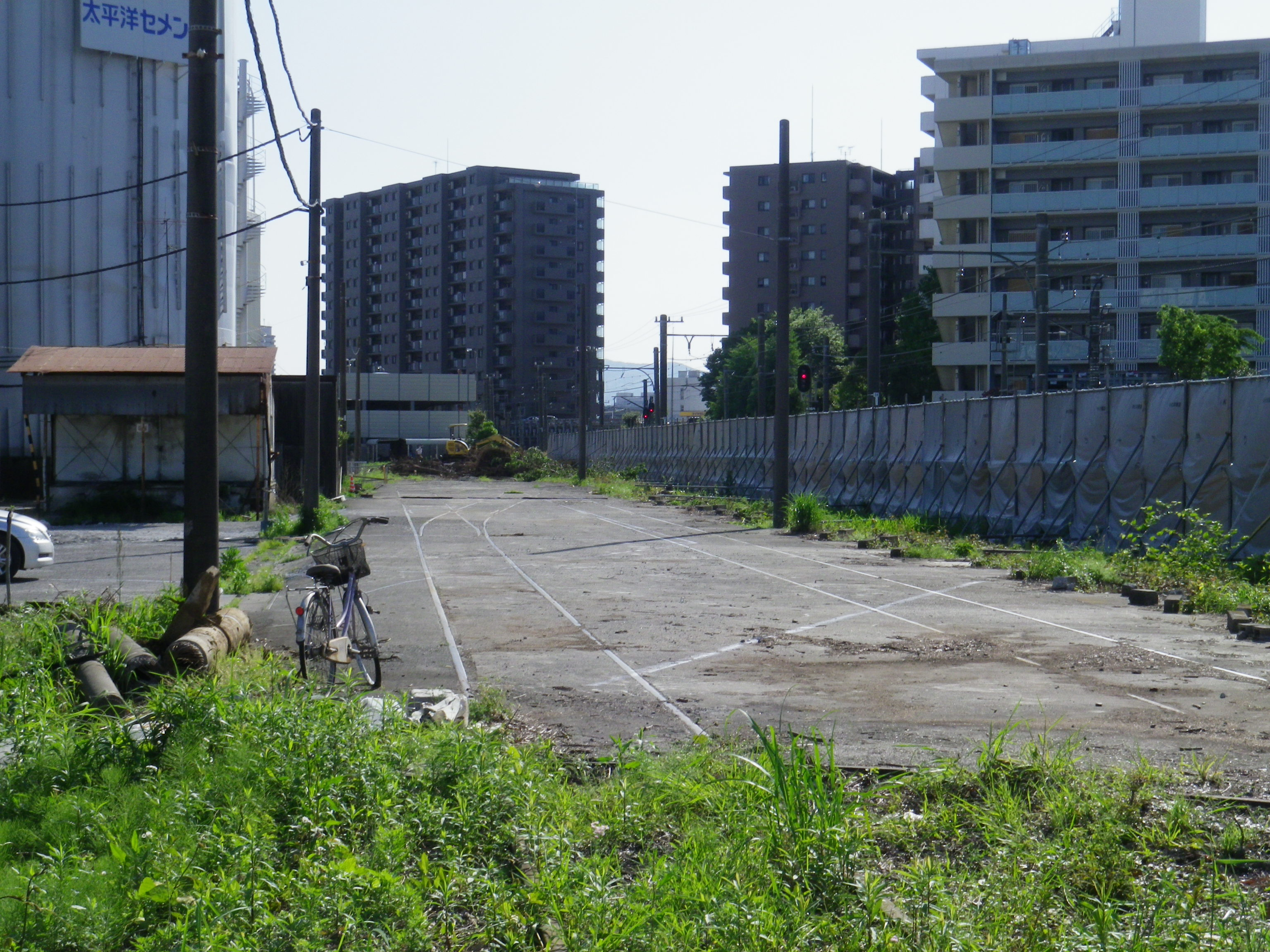
小野田水泥專用線廢線遺跡（2012年5月5日。現因住宅開發已消失）

## 車站結構
小田急與JR東日本共用剪票口，自動驗票閘門為小田急機型。2014年2月設置的相模線轉乘剪票口也是使用小田急自動驗票閘門。因此部分JR磁卡與企劃乘車券無法通過驗票閘門。
站內僅有小田急售票機，可購入JR線普通乘車券與回数券，無法購入定期券與特別企劃乘車券。

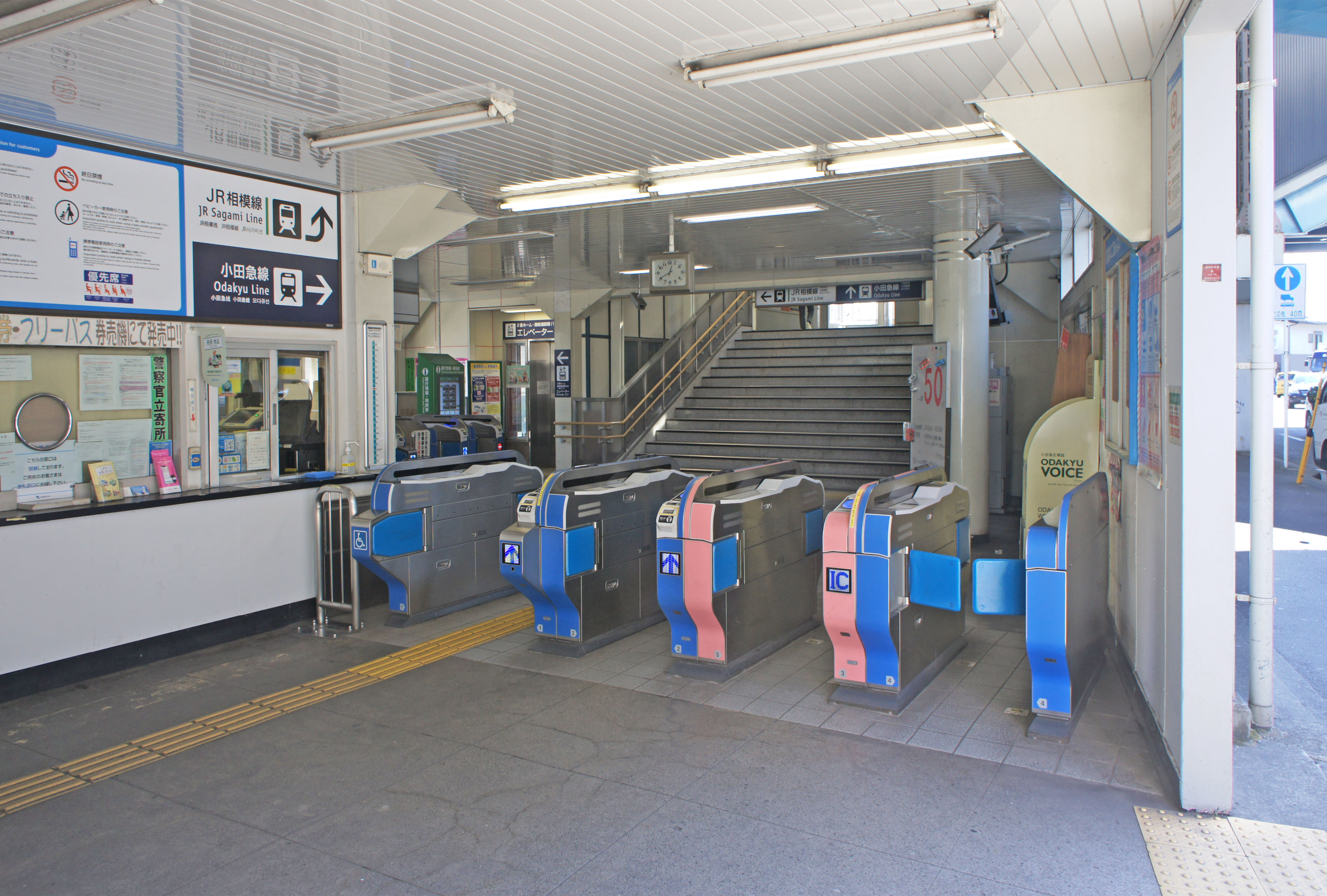
剪票口（2022年2月）

### 小田急電鐵、JR東日本
小田急電鐵是側式月台2面2線的高架站。由海老名站管理。因準急與千代田線直通列車停靠本站，月台有效長度可對應10輛編組。
JR東日本是側式月台1面1線的地上站。車站設備由海老名站管理。
剪票口位於新宿側前端。剪票口與中2層、月台之間有電梯連結。剪票口的右邊有通往JR東日本的聯絡口，乘客離開JR厚木站便需要經過聯絡口再使用小田急電鐵剪票口離開車站。
廁所位在中2層與下行月台。JR站區無廁所。
2013年1月11日，本站裝設發車資訊顯示器。

#### 月台配置
| 月台 | 路線     | 方向           | 目的地                       |
| ---- | -------- | -------------- | ---------------------------- |
| 1    | 小田原線 | 下行           | 小田原、箱根湯本方向         |
| 2    | 小田原線 | 上行           | 相模大野、新宿、千代田線方向 |
|      | ■相模線  | 下行           | 海老名、原当麻、橋本方向     |
| 上行 | ■相模線  | 宮山、茅崎方向 |                              |

每年8月舉行的「厚木香魚祭」活動期間，急行班次停靠本站。

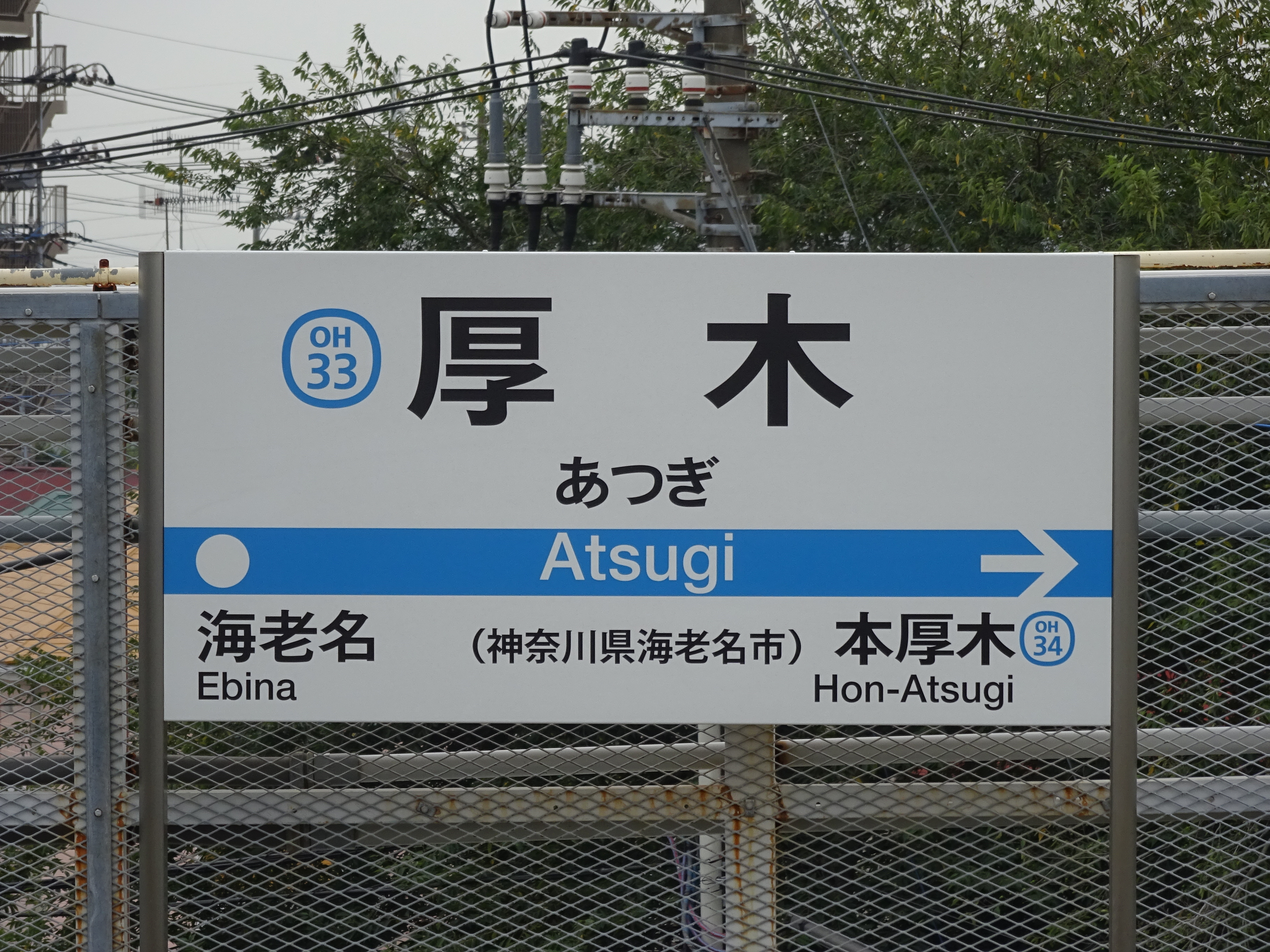
小田急站名標。附記「神奈川縣海老名市」
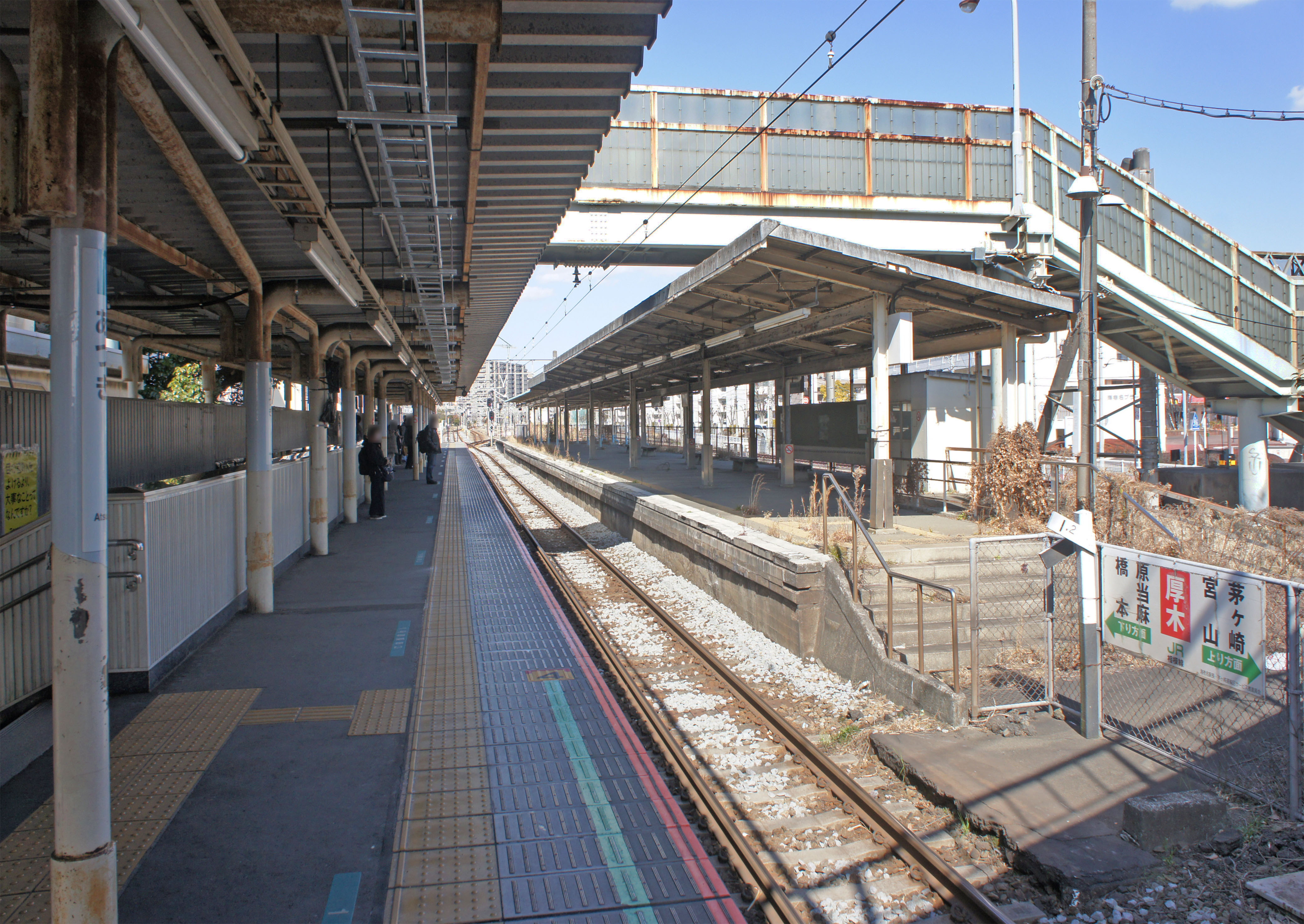
JR月台（2022年2月）
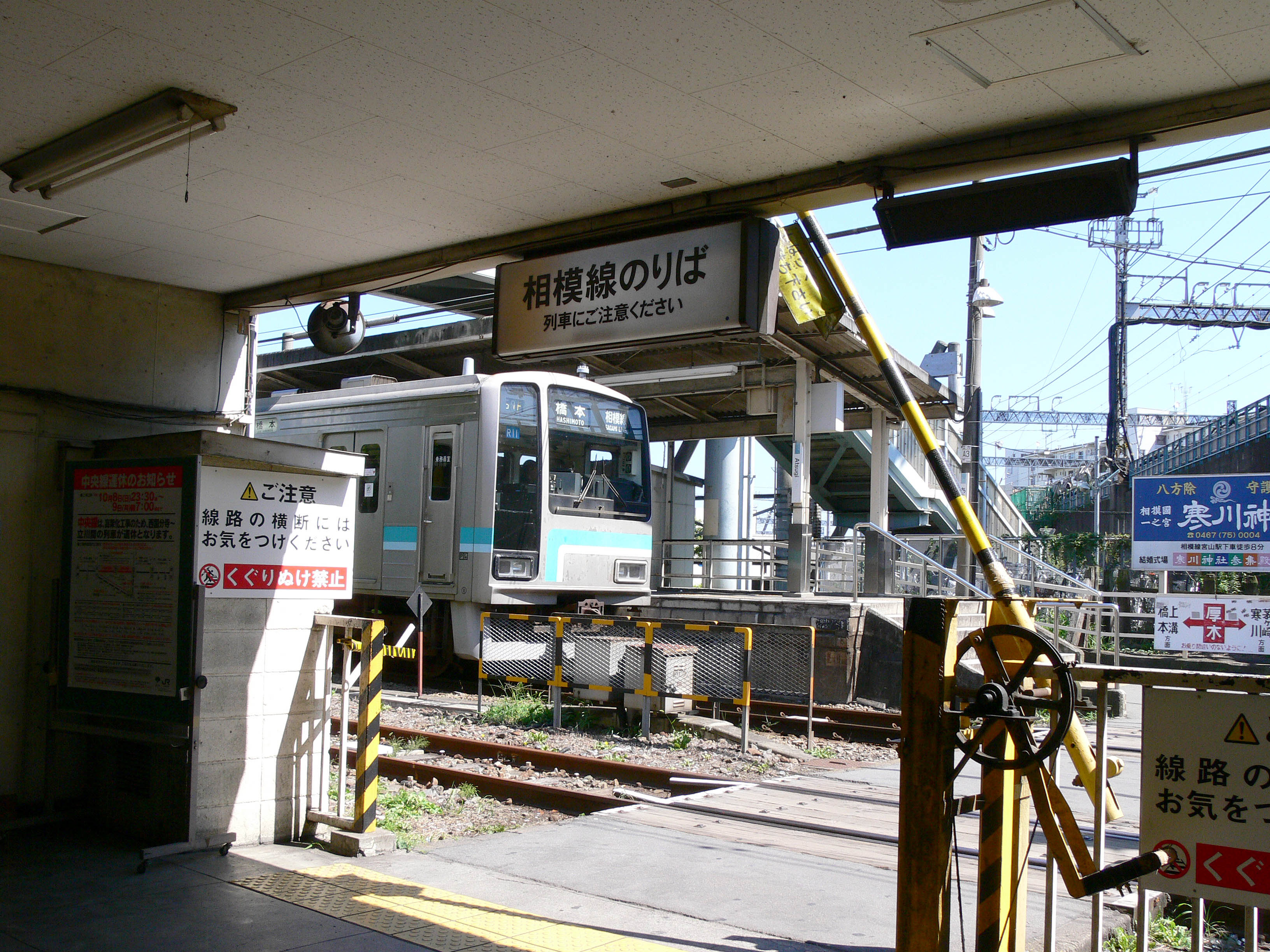
剪票口與JR月台之間的站內平交道（2006年9月20日）
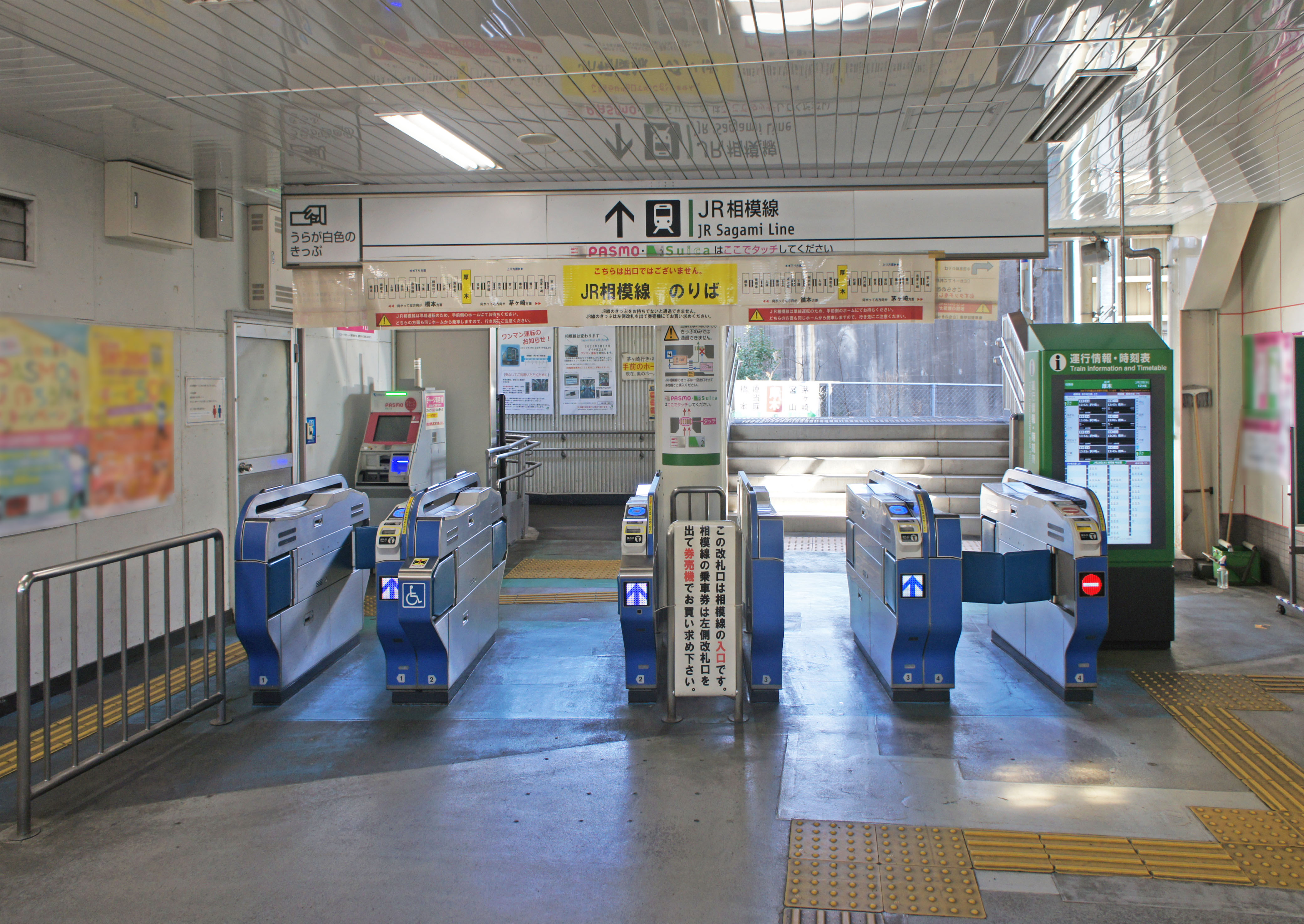
小田急側轉乘剪票口（2022年2月）

### 相模鐵道
相模鐵道厚木站為貨運站。本站無定期貨物列車，僅有經JR線的甲種輸送車輛使用。
本站的相鐵厚木線是自本線相模國分信號所分岐，沿JR線海老名站南側至本站JR線月台北側，稱厚木操車場。
過去有往駐日美軍厚木基地的貨物列車與舊小野田水泥貨物運輸列車。現在僅有新車搬入與夜間車輛留置等業務。

## 使用情況
- 小田急電鐵 - 2017年度1日平均上下車人次為20,699人[利用客数 1]。
小田急線全部70個車站當中排名50位。是小田急電鐵使用人次最少的轉乘站，不到鄰站海老名站的五分之一。
- JR東日本 - 2019年度1日平均上車人次為6,863人[利用客数 2]。
在相模線中間站中高於海老名站。

各年度1日平均上下車人員如下表（JR除外）。
| 年度               | 小田急電鐵         | 小田急電鐵 |
| 年度               | 1日平均 上下車人次 | 增長率     |
| ------------------ | ------------------ | ---------- |
| 1982年（昭和57年） | 15,681             |            |
| 2002年（平成14年） | 18,171             |            |
| 2003年（平成15年） | 18,141             | −0.2%      |
| 2004年（平成16年） | 18,271             | 0.7%       |
| 2005年（平成17年） | 18,119             | −0.8%      |
| 2006年（平成18年） | 18,682             | 3.1%       |
| 2007年（平成19年） | 19,925             | 6.7%       |
| 2008年（平成20年） | 20,246             | 1.6%       |
| 2009年（平成21年） | 20,087             | −0.8%      |
| 2010年（平成22年） | 19,782             | −1.5%      |
| 2011年（平成23年） | 19,530             | −1.3%      |
| 2012年（平成24年） | 20,039             | 2.6%       |
| 2013年（平成25年） | 20,708             | 3.3%       |
| 2014年（平成26年） | 20,745             | 0.2%       |
| 2015年（平成27年） | 21,182             | 2.1%       |
| 2016年（平成28年） | 21,098             | −0.4%      |
| 2017年（平成29年） | 20,699             | −1.9%      |
| 2018年（平成30年） | 20,449             | −1.2%      |

### 各年度1日平均上車人次
各年度1日平均上車人次如下表。
| 年度               | 小田急電鐵 | JR東日本 | 來源                |
| ------------------ | ---------- | -------- | ------------------- |
| 1995年（平成07年） | 10,209     | 5,790    | [ 神奈川県統計 1 ]  |
| 1998年（平成10年） | 9,642      | 5,497    | [ 神奈川県統計 2 ]  |
| 1999年（平成11年） | 9,358      | 5,538    | [ 神奈川県統計 3 ]  |
| 2000年（平成12年） | 9,266      | 5,426    | [ 神奈川県統計 3 ]  |
| 2001年（平成13年） | 9,144      | 5,353    | [ 神奈川県統計 4 ]  |
| 2002年（平成14年） | 9,025      | 5,249    | [ 神奈川県統計 5 ]  |
| 2003年（平成15年） | 9,046      | 5,231    | [ 神奈川県統計 6 ]  |
| 2004年（平成16年） | 9,041      | 5,354    | [ 神奈川県統計 7 ]  |
| 2005年（平成17年） | 8,978      | 5,477    | [ 神奈川県統計 8 ]  |
| 2006年（平成18年） | 9,279      | 5,770    | [ 神奈川県統計 9 ]  |
| 2007年（平成19年） | 9,903      | 6,371    | [ 神奈川県統計 10 ] |
| 2008年（平成20年） | 10,091     | 6,527    | [ 神奈川県統計 11 ] |
| 2009年（平成21年） | 10,017     | 6,424    | [ 神奈川県統計 12 ] |
| 2010年（平成22年） | 9,888      | 6,319    | [ 神奈川県統計 13 ] |
| 2011年（平成23年） | 9,740      | 6,106    | [ 神奈川県統計 14 ] |
| 2012年（平成24年） | 9,995      | 6,525    | [ 神奈川県統計 15 ] |
| 2013年（平成25年） | 10,324     | 6,844    | [ 神奈川県統計 16 ] |
| 2014年（平成26年） | 10,350     | 6,805    | [ 神奈川県統計 17 ] |
| 2015年（平成27年） | 10,570     | 7,029    | [ 神奈川県統計 18 ] |
| 2016年（平成28年） | 10,517     | 7,232    | [ 神奈川県統計 19 ] |
| 2017年（平成29年） |            | 7,026    |                     |
| 2018年（平成30年） |            | 6,864    |                     |
| 2019年（令和元年） |            | 6,863    |                     |

### JR貨物
本站僅有臨時貨運業務。
近年貨物噸數如下：
| 年度   | 輸出噸數 | 輸入噸數 | 來源   |
| ------ | -------- | -------- | ------ |
| 1998年 |          |          |        |
| 1999年 |          |          |        |
| 2000年 |          |          |        |
| 2001年 |          |          |        |
| 2002年 |          | 400      | [ 13 ] |
| 2003年 |          |          |        |
| 2004年 |          |          |        |
| 2005年 |          |          |        |
| 2006年 |          | 400      | [ 14 ] |
| 2007年 |          |          |        |
| 2008年 |          | 800      | [ 15 ] |
| 2009年 |          | 400      | [ 16 ] |
| 2010年 |          |          |        |
| 2011年 |          | 400      | [ 17 ] |
| 2012年 |          | 400      | [ 18 ] |
| 2013年 |          |          |        |

## 車站周邊
本站雖名為厚木，但卻位在厚木市外。厚木市區位於相模川對岸2公里，而周邊也非海老名市區，因此站前商業活動並不興盛。
- 相模川
- 相模大橋（日语：相模大橋）
- 海老名市立青少年會館
- 三信電氣厚木物流中心
- 海老名運動公園（日语：海老名運動公園）
- 神奈川縣立海老名高等學校（日语：神奈川県立海老名高等学校）
- 海老名河原口郵便局
- 海老名中新田郵便局
- 雪印惠乳業海老名工場
- 靜岡中央銀行（日语：静岡中央銀行）厚木支店
- 宗教法人守望台聖書冊子協會（宗教法人ものみの塔聖書冊子協会）
- 首都圈中央連絡自動車道海老名交流道

## 相鄰車站
小田急電鐵
 小田原線

■快速急行、■急行
通過
□通勤準急、■準急、■各站停車（通勤準急僅上行、準急僅下行停車）
海老名（OH 32）－厚木（OH 33）－本厚木（OH 34）
 東日本旅客鐵道
■相模線
社家－厚木－海老名
- 此站與社家站之間曾設置中新田停留場。

 相模鐵道
厚木線
（相模國分信號所）－厚木

### 使用情況
JR、私鐵1日平均使用人數
1. ↑  1日平均乗降人員 （页面存档备份，存于） - 小田急電鉄
2. ↑  各駅の乗車人員 （页面存档备份，存于） - JR東日本

神奈川縣縣勢要覽
1. ↑  線区別駅別乗車人員（1日平均）の推移PDF
2. ↑  神奈川県県勢要覧（平成12年度）
3. 1 2  神奈川県県勢要覧（平成13年度）PDF
4. ↑  神奈川県県勢要覧（平成14年度）PDF
5. ↑  神奈川県県勢要覧（平成15年度）PDF
6. ↑  神奈川県県勢要覧（平成16年度）PDF
7. ↑  神奈川県県勢要覧（平成17年度）PDF
8. ↑  神奈川県県勢要覧（平成18年度）PDF
9. ↑  神奈川県県勢要覧（平成19年度）PDF
10. ↑  神奈川県県勢要覧（平成20年度）PDF
11. ↑  神奈川県県勢要覧（平成21年度）PDF
12. ↑  神奈川県県勢要覧（平成22年度）PDF
13. ↑  神奈川県県勢要覧（平成23年度）PDF
14. ↑  神奈川県県勢要覧（平成24年度）PDF
15. ↑  神奈川県県勢要覧（平成25年度）PDF
16. ↑  神奈川県県勢要覧（平成26年度）PDF
17. ↑  神奈川県県勢要覧（平成27年度）PDF
18. ↑  平成28年PDF
19. ↑  平成29年PDF

JR東日本2000年度以後上車人次
1. ↑  各駅の乗車人員（2000年度） （页面存档备份，存于） - JR東日本
2. ↑  各駅の乗車人員（2001年度） （页面存档备份，存于） - JR東日本
3. ↑  各駅の乗車人員（2002年度） （页面存档备份，存于） - JR東日本
4. ↑  各駅の乗車人員（2003年度） （页面存档备份，存于） - JR東日本
5. ↑  各駅の乗車人員（2004年度） （页面存档备份，存于） - JR東日本
6. ↑  各駅の乗車人員（2005年度） （页面存档备份，存于） - JR東日本
7. ↑  各駅の乗車人員（2006年度） （页面存档备份，存于） - JR東日本
8. ↑  各駅の乗車人員（2007年度） （页面存档备份，存于） - JR東日本
9. ↑  各駅の乗車人員（2008年度） （页面存档备份，存于） - JR東日本
10. ↑  各駅の乗車人員（2009年度） （页面存档备份，存于） - JR東日本
11. ↑  各駅の乗車人員（2010年度） （页面存档备份，存于） - JR東日本
12. ↑  各駅の乗車人員（2011年度） （页面存档备份，存于） - JR東日本
13. ↑  各駅の乗車人員（2012年度） （页面存档备份，存于） - JR東日本
14. ↑  各駅の乗車人員（2013年度） （页面存档备份，存于） - JR東日本
15. ↑  各駅の乗車人員（2014年度） （页面存档备份，存于） - JR東日本
16. ↑  各駅の乗車人員（2015年度） （页面存档备份，存于） - JR東日本
17. ↑  各駅の乗車人員（2016年度） （页面存档备份，存于） - JR東日本
18. ↑  各駅の乗車人員（2017年度） （页面存档备份，存于） - JR東日本
19. ↑  各駅の乗車人員（2018年度） （页面存档备份，存于） - JR東日本
20. ↑  各駅の乗車人員（2019年度） （页面存档备份，存于） - JR東日本

JR、私鐵的統計資料
1. ↑  各種報告書 （页面存档备份，存于） - 関東交通広告協議会
2. ↑  統計えびな （页面存档备份，存于） - 海老名市

## 外部連結
- 車站資訊（厚木）：東日本旅客鐵道
- 厚木 - 小田急電鐵